# Michael McGlinchey
Michael McGlinchey (n. 7 ianuarie 1987) este un fotbalist neozeelandez.

## Statistici
| Noua Zeelandă | Noua Zeelandă | Noua Zeelandă |
| An            | Meciuri       | Goluri        |
| ------------- | ------------- | ------------- |
| 2009          | 3             | 0             |
| 2010          | 4             | 0             |
| 2011          | 3             | 1             |
| 2012          | 11            | 2             |
| 2013          | 4             | 0             |
| 2014          | 5             | 0             |
| 2015          |               |               |
| Total         | 30            | 3             |